# Пешки (Лотошинский район)
Пе́шки — деревня в Лотошинском районе Московской области России.
Относится к городскому поселению Лотошино, до реформы 2006 года относилась к Кировскому сельскому округу. Население — 4 чел. (2010).

## География
Расположена в северной части городского поселения, примерно в 9 км к северо-западу от районного центра — посёлка городского типа Лотошино, на левом берегу реки Руссы, впадающей в Лобь. На территории находится садовое товарищество. В 2 км к юго-востоку — озеро Большое Соколово. Соседние населённые пункты — деревни Кудрино, Звягино и Татьянки.

## Исторические сведения
По сведениям 1859 года — деревня Татьянковской волости Старицкого уезда Тверской губернии (Лотошинский приход) в 44 верстах от уездного города, на холме, с 11 дворами, прудом, 3 колодцами и 57 жителями (28 мужчин, 29 женщин).
В «Списке населённых мест» 1862 года Пешки — владельческая деревня 2-го стана Старицкого уезда по Волоколамскому тракту, при реке Рузце, с 8 дворами и 68 жителями (29 мужчин, 39 женщин).
В 1886 году — 12 дворов, 80 жителей (41 мужчина, 39 женщин), 15 семей.
В 1915 году насчитывалось 15 дворов, а деревня относилась к Федосовской волости.
С 1929 года — населённый пункт в составе Лотошинского района Московской области.

## Население
| 1859 | 1886 | 2002 | 2006 | 2010 |
| ---- | ---- | ---- | ---- | ---- |
| 68   | ↗80  | ↘7   | ↗8   | ↘4   |